# Dystasia proxima
Dystasia proxima là một loài bọ cánh cứng trong họ Cerambycidae.